# Пичелейка
Пичелейка — река в России, протекает по Большеберезниковскому району Мордовии. Правый приток реки Большая Кша, впадающей в Суру (иногда Пичелейка рассматривается как левый приток Суры).

## География
Река Пичелейка берёт начало в лесу южнее деревни Дегилёвка. Течёт на восток. Впадает в реку Большая Кша в центре села Большие Березники. Длина реки составляет около 25 км.

## Данные водного реестра
По данным государственного водного реестра России относится к Верхневолжскому бассейновому округу, водохозяйственный участок реки — Сура от Сурского гидроузла и до устья реки Алатырь, речной подбассейн реки — Сура. Речной бассейн реки — (Верхняя) Волга до Куйбышевского водохранилища (без бассейна Оки).
Код объекта в государственном водном реестре — 08010500312110000036746.